# Byggkloss
En byggkloss eller byggbit är en hård eller mjuk pedagogisk leksak i plast, trä eller sten som kan byggas ihop med andra klossar. Dessa kan vara släta, eller sammanfogningsbara som till exempel Legobitar.
Byggklossar har tillverkats i Tyskland sedan ca 1800.